# Michal Horňák
Michal Horňák, né le 28 avril 1970, est un entraîneur et ancien footballeur tchèque évoluant au poste de défenseur. International tchèque.

## Palmarès
- Champion de République tchèque : 1994, 1995, 1997, 1998, 1999, 2000 et 2001 (AC Sparta Prague).
- Champion de Tchécoslovaquie : 1989, 1991 et 1993 (AC Sparta Prague).

## Carrière internationale
- Finaliste de l'Euro 1996.
- A participé à l'Euro 1996 (6 matchs).
- International tchèque (38 sélections, 1 but) entre 1995 et 1999.